# Stefan Cohn-Vossen
Stefan Cohn-Vossen (alemany: Stefan Cohn-Vossen;)  (Breslau, 28 de maig de 1902 - Moscou, 25 de juny de 1936) va ser un matemàtic jueu alemany emigrat a la Unió Soviètica.

## Vida i Obra
Cohn-Vossen, fill d'una família jueva acomodada, el seu pare era l'advocat i jurista Emmanuel Cohn. En l'adolescència va ser membre de l'organització sionista Blau-Weiss i també va començar a compondre peces musicals per a violí i piano. Va estudiar matemàtiques a la universitat de la seva ciutat natal, Breslau, on va obtenir el doctorat l'any 1924 amb una tesi dirigida per Adolf Kneser. Va continuar estudis post-doctorals a la universitat de Göttingen, en la qual va obtenir l'habilitació per a la docència universitària el 1929.
El 1930 va ser nomenat professor de geometria a la universitat de Colònia, però l'arribada dels nazis al poder el 1933 va trasbalsar la seva vida i la de la seva família. El seu germà Friedel es va treure la vida i l'altre germà, Gerhard, advocat a Dresde, va emigrar per instal·lar-se a Barcelona i viure a la casa Larratea de Montcada i Reixac, on va fundar una popular cerveseria que va continuar el seu fill Esteban Cohn-Vossen.
Ell mateix va ser acomiadat de la universitat i, immediatament, va abandonar el país per establir-se provisionalment a Suïssa on va néixer el seu fill Richard, futur guionista i director cinematogràfic, fruit del seu matrimoni amb la metgessa catòlica Elfriede Ranft. El 1934 va ser contractat per la universitat Estatal de Sant Petersburg i per treballar a l'Institut Steklov de Matemàtiques, el qual es va traslladar a Moscou al cap de poc temps. Malauradament, a Moscou va contraure una pneumònia i va morir el 1936, quan només tenia trenta-quatre anys.
Cohn-Vossen és recordat, sobre tot, per haver publicat el 1932 el llibre Anschauliche Geometrie (Geometria Intuitiva) (traduït de forma desafortunada a l'anglès com Geometry and the Imagination) en el qual exposava les classes rebudes de David Hilbert a Göttingen. El llibre ha estat fruit de reedicions fins a dates recents.
A més, Cohn-Vossen va publicar una dotzena d'articles científics. Els seus treballs sempre van ser en el camp de la geometria: mentre els seus primers treballs es van centrar en l'estudi de les flexions de les superfícies, els seus últims treballs es van dirigir cap a la geometria intrínseca de les superfícies, i més específicament, a la investigació de la curvatura total i de la geodèsia en superfícies obertes.